# داستی دووژاک
داستی دووژاک (انگلیسی: Dusty Dvorak؛ زادهٔ ۲۹ ژوئیه ۱۹۵۸) بازیکن والیبال اهل ایالات متحده آمریکا بود.